# Abendschule
Als Abendschule bezeichnet man eine Bildungseinrichtung, die sich auf die Aus- und Weiterbildung von berufstätigen Erwachsenen spezialisiert hat und deren Unterricht überwiegend in den Abendstunden, teilweise auch an Samstagen stattfindet. Dazu zählen unter anderem die Schulformen Abendgymnasium, Abendrealschule, Abend-Fachschulen, Abendhauptschule sowie die Technikerschule und Einrichtungen zum Erwerb des Meistertitels. Auch die Volkshochschule kann hierzu gerechnet werden.
Einige Bildungseinrichtungen in der Erwachsenenbildung nennen ihre Kursangebote Abendkolleg und bieten darüber Aus- und Weiterbildung im Zeitraum außerhalb der Dienstzeit an. Dazu gehören auch E-Learning-Angebote wie CBT und WBT sowie klassische Fernunterrichtsangebote.
Vorwiegendes Ziel ist der Erwerb eines höheren Schulabschlusses oder einer höheren beruflichen Qualifikation. Oftmals wird auch eine projektbezogene zusätzliche Qualifizierung angestrebt.
Die Form der beruflichen Fortbildung kommt sowohl den Arbeitgebern wie auch den Arbeitnehmern entgegen. In der Regel übernimmt der Arbeitgeber die Kosten, und der Arbeitnehmer gibt einen Teil seiner Freizeit. Der Vorteil ist, gerade im Dienstleistungs- oder im produzierenden Gewerbe, dass der Arbeitnehmer während der Arbeitszeit nicht ausfällt.